# Contea di Greene (Georgia)
La contea di Greene (in inglese Greene County) è una contea dello Stato della Georgia, negli Stati Uniti. La popolazione al censimento del 2000 era di 14 406 abitanti. Il capoluogo di contea è Greensboro.